# Randle McMurphy
Randle Patrick "Mac" McMurphy, conosciuto anche come R.P. McMurphy è il protagonista del romanzo Qualcuno volò sul nido del cuculo (1962) di Ken Kesey. Compare anche nelle trasposizioni teatrali e cinematografiche dell'opera. Nel film del 1975, Randle Patrick McMurphy è interpretato da Jack Nicholson, che per questo ruolo vinse l'Oscar come miglior attore. Il personaggio fu candidato alla lista "Eroi" dell'AFI's 100 Years... 100 Heroes and Villains, ma non rientrò nella classifica finale. Nel 2019, la rivista cinematografica Empire lo ha collocato al 99º posto nella classifica dei più grandi personaggi cinematografici di tutti i tempi.

## Biografia del personaggio
Randle Patrick McMurphy è un irlandese-americano dal carattere rissoso, condannato per aggressione, gioco d'azzardo e rapporto sessuale con una minorenne. È un veterano della guerra di Corea, durante la quale fu prigioniero di guerra in un campo cinese. Per aver guidato un’evasione fu decorato con la Distinguished Service Cross, ma successivamente venne congedato con disonore per insubordinazione. Condannato a sei mesi in una colonia penale, dopo due mesi simula la follia per farsi trasferire in un ospedale psichiatrico, dove spera di scontare il resto della pena in condizioni di maggiore comodità e lusso.
Nel reparto in cui viene ricoverato, McMurphy si scontra con la tirannica infermiera Ratched, che ha soggiogato i pazienti riducendoli a uno stato di totale sottomissione. McMurphy decide allora di sfidare apertamente il regime di regole e punizioni imposto da Ratched, cercando di restituire dignità e libertà ai suoi compagni di degenza.
Durante la sua permanenza in ospedale, McMurphy stringe legami profondi con due pazienti in particolare: Billy Bibbit, un giovane con una forte balbuzie, reso fragile e dipendente dal controllo della Ratched, e il Capo Bromden, un nativo americano che finge di essere muto. In Billy vede una sorta di fratello minore, da proteggere e spronare a divertirsi; nel Capo trova invece il suo unico vero confidente.
McMurphy ingaggia una serie di scontri di potere con l'infermiera Ratched. Finisce per prevalere su di lei, ridando agli altri pazienti la voglia di vivere e il coraggio di ribellarsi, convincendoli a resistere alle sue prevaricazioni. Ratched cerca di spezzare la sua volontà sottoponendolo ripetutamente all’elettroshock, ma senza successo.
Nel climax del romanzo, McMurphy fa entrare di nascosto due prostitute nel reparto per far perdere la verginità a Billy, mentre lui e gli altri organizzano una festa. Quando l’infermiera Ratched li scopre, minaccia Billy di raccontare tutto a sua madre - l'unica figura femminile che tema più di lei. Spaventato a morte, Billy si suicida tagliandosi la gola. Accecato dalla rabbia, McMurphy aggredisce la Ratched e tenta di strangolarla, ma viene fermato e colpito dagli inservienti. Per punizione, Ratched ordina la lobotomia di McMurphy - una mutilazione simbolica che equivale a una castrazione: "Se non può colpire sotto la cintura, lo farà sopra gli occhi".
Vedendo cosa è stato fatto all'amico, il Capo Bromden decide di porre fine alle sue sofferenze soffocandolo con un cuscino, in un atto di eutanasia. Subito dopo, rompe una finestra e fugge dall’ospedale, realizzando il desiderio di libertà che McMurphy aveva riposto in lui. L'infermiera Ratched, invece, è rimasta afona a seguito dell’aggressione, perdendo così il controllo sui pazienti.

## Accoglienza
Richard Gray definisce McMurphy "spavaldo, audace e con un incorrigibile senso dell'umorismo", oltre che un "vero ribelle irlandese… che offre ai degenti un esempio e un'opportunità di indipendenza". Inoltre, Glen O. Gabbard e Krin Gabbard, autori di Psychiatry and the Cinema, scrivono che McMurphy "diventa una figura cristologica, per la quale l’elettroshock è la corona di spine e la lobotomia la croce".